# El Salvador nos Jogos Pan-Americanos de 1987
El Salvador competiu na 10º edição dos Jogos Pan-Americanos, realizados na cidade de Indianápolis, nos Estados Unidos. Conquistou uma medalha nesta edição. 
A medalha foi conquistada por Jorge Gadalamaría, no halterofilismo.